# علامة شاملة

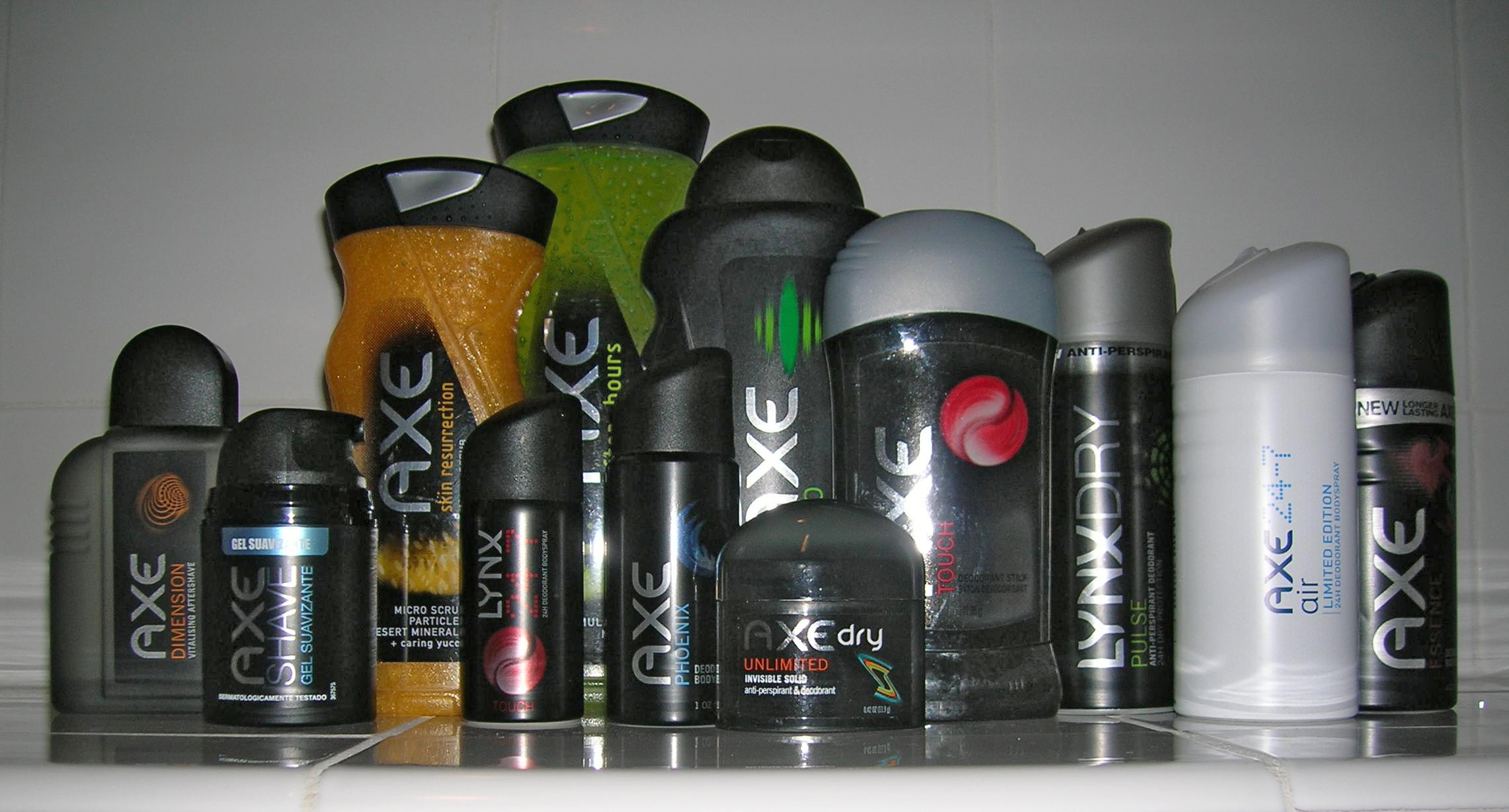
أكس (من يونيليفر) لديها مجموعة من المنتجات المماثلة التي تستخدم نفس العلامة التجارية العائلية (مزيلات عرق أكس، شامبو أكس، جل استحمام أكس، منتجات تصفيف شعر أكس، إلخ).

العلامة التجارية الشاملة (تُعرف أيضًا باسم العلامة التجارية العائلية) هي ممارسة تسويقية تتضمن استخدام اسم علامة تجارية واحدة لبيع منتجين أو أكثر مرتبطين ببعضهما. تُستخدم العلامة التجارية الشاملة بشكل رئيسي من قبل الشركات التي تمتلك قيمة علامة تجارية إيجابية (قيمة العلامة التجارية في سوق معين). جميع المنتجات تستخدم نفس وسائل التعريف وتفتقر إلى أسماء أو رموز علامات تجارية إضافية. تختلف هذه الممارسة التسويقية عن امتداد العلامة التجارية في أن العلامة التجارية الشاملة تتضمن تسويق منتجات متشابهة، بدلاً من منتجات متمايزة، تحت اسم علامة تجارية واحدة. وبالتالي، يمكن اعتبار العلامة التجارية الشاملة نوعًا من توسيع العلامة التجارية. لا تمنع ممارسة العلامة التجارية الشاملة الشركة من تطبيق أساليب تسويقية مختلفة لخطوط منتجات مختلفة (مثل امتداد العلامة التجارية).

## الاستراتيجية
قد يزيد المسوقون من فرص نجاح إطلاق منتج جديد باستخدام اسم علامة تجارية فرعية واسم علامة تجارية رئيسية في نفس الوقت. في المقال الذي كتبه هوارد بونغ يوين لام وزملاؤه، يذكرون حالة نجاح استخدام اسمين تجاريين — استراتيجية العلامة التجارية المزدوجة — من قبل الممارسين في الصين لإطلاق مشروب عصير البرتقال Minute Maid Orange Pulp:
يساعد اسم العلامة التجارية الفرعية الوصفي المستهلكين على تذكر الفوائد والميزات الرئيسية للمنتج الجديد. بينما ينقل اسم العلامة التجارية الرئيسية الوصفي فوائد فئة المنتج. تعالج استراتيجية العلامة التجارية المزدوجة مشكلة استخدام اسم علامة تجارية واحد فقط لإطلاق منتج جديد. بعد الإطلاق الناجح للمنتج الأول بواسطة العلامة التجارية الرئيسية، يمكن للمسوقين إطلاق منتجات جديدة أخرى تحت أسماء علامات تجارية فرعية مختلفة في المستقبل لتلبية احتياجات المستهلكين المختلفة. يمكن للمسوقين استخدام نفس العلامة التجارية الرئيسية لإطلاق منتجات مختلفة لبناء نطاق للعلامة التجارية، ويمكنهم التمييز بوضوح بين عروض المنتجات المختلفة تحت أسماء علامات تجارية فرعية مختلفة. إذا قامت شركة بشراء علامة تجارية من شركة أخرى، يمكن للمسوق وضع العلامة التجارية المكتسبة كعلامة فرعية تحت العلامة التجارية الرئيسية إذا كان قد حدد نطاق أعمال العلامة التجارية الرئيسية بشكل واسع بما يكفي وباسم علامة تجارية رئيسية وصفي.

## الغرض
تُستخدم العلامة التجارية الشاملة لتوفير تجانس لخطوط منتجات معينة من خلال تجميعها تحت اسم علامة تجارية واحدة، مما يجعلها أكثر قابلية للتعرف عليها وبالتالي تعزيز قابليتها للتسويق. يُتوقع أن تكون جميع المنتجات تحت المظلة المؤسسية نفسها (العلامة التجارية الرئيسية التي توفر الهيكل والمصداقية لمنتجات أخرى للشركة) ذات جودة وتجربة مستخدم موحدة (على سبيل المثال، يجب أن تكون جميع المنتجات التي تحمل العلامة التجارية الرئيسية بنفس معايير الجودة العالية).
تشمل العوامل التي قد تحدد تأثير العلامة التجارية الشاملة:
1. درجة التشابه بين المنتجات التي تقع تحت المظلة المؤسسية (على سبيل المثال، ما إذا كانت المنتجات يمكن أن تكون بدائل لبعضها البعض).
2. قيمة العلامة التجارية للشركة (على سبيل المثال، ما إذا كانت العلامة التجارية معروفة في سوق منتجاتها).

## النظريات
تحاول نظريات مختلفة تفسير قرارات وتقييمات المستهلك أثناء شراء المنتجات التي تجعل العلامة التجارية الشاملة استراتيجية تسويقية ناجحة.

### نظرية التصنيف
تعتمد نظرية التصنيف على فكرة أن المستهلكين يميلون إلى تصنيف المنتجات من خلال ربطها بالعلامات التجارية وتجاربهم السابقة مع تلك العلامات التجارية (المخزنة في ذاكرة التصنيف) لتجنب الارتباك الأولي الناجم عن الخيارات الواسعة للمنتجات التي يتم تقديمها لهم. يتم تصنيف المعلومات الجديدة حول منتجات معينة في أقسام مختلفة مثل فئة المنتج (على سبيل المثال، المشروبات) والعلامة التجارية (على سبيل المثال، Coca-Cola) ثم تخزينها. بعد ذلك، يقوم المستهلكون بتقييم جودة المنتج من خلال التجارب السابقة مع منتجات العلامة التجارية وكذلك قيمة العلامة التجارية.
تشرح هذه النظرية أيضًا شعبية العلامة التجارية الشاملة. يميل المستهلكون إلى تقييم المنتجات الجديدة ليس فقط من خلال قيمة العلامة التجارية الإيجابية ولكن أيضًا إذا كان مفهوم العلامة التجارية متسقًا مع منتجاتها الممتدة. على سبيل المثال، بافتراض أن المستهلك لديه تجارب سابقة مرضية مع منتجات الشركة، إذا قامت أبل بتطوير وبيع نسخة جديدة من ماك بوك، فسيُعتبرها المستهلكون أكثر موثوقية ومن المحتمل أن تكون ذات جودة أعلى مقارنةً بما إذا قامت أبل بإنتاج مشروب جديد بسبب خط منتجات أبل السابق.

### نظرية تطابق المخطط
تشير نظرية تطابق المخطط إلى أن تخزين المعلومات الجديدة واسترجاع الذاكرة يتأثر بشكل كبير بالتوقعات السابقة. المخططات المعرفية هي تمثيلات شخصية للإنسان عن البيئة التي توجه تصوراته وأفكاره وأفعاله. تخضع المخططات المعرفية لتغيير مستمر مع تعلم الإنسان وتجربته لمعلومات جديدة. ومع ذلك، يتم تقييم المعلومات الجديدة أولاً على أساس المخططات الموجودة مسبقًا. عند ربط هذه النظرية بتقييم المستهلك للمنتجات، يمتلك المستهلك بالفعل مخططات معرفية مسبقة من تجاربه السابقة مع علامات تجارية معينة، وبالتالي يتم تقييم المنتجات الجديدة بناءً على المخطط المعرفي الحالي للمستهلك مع تلك العلامة التجارية. هذه النظرية تشبه إلى حد كبير نظرية التصنيف؛ ومع ذلك، تركز نظرية تطابق المخطط على تجارب المستهلك السابقة مع العلامة التجارية والتي تتأثر بالبيئة المحيطة.

### الانحياز التأكيدي
الانحياز التأكيدي هو شكل من أشكال الانحياز الإحصائي، ويصف الميل إلى البحث عن أو تفسير الأدلة بطرق تدعم المعتقدات الموجودة مسبقًا. بعد أن يُكوّن المستهلك تفضيلًا لعلامة تجارية واحدة عن غيرها، فإن أي ميزة إضافية قد تكون مشتركة بين علامات تجارية مختلفة ستقوي على الأرجح تفضيل المستهلك الموجود مسبقًا، مما يجعله يتجاهل العلامات التجارية الأخرى. وبالتالي، قد لا تكون قيمة العلامة التجارية الإيجابية مؤثرة إذا كان المستهلك لديه تفضيل علامة تجارية مسبق.

## الفوائد
أصبحت العلامة التجارية الشاملة ممارسة تسويقية شائعة تستخدمها الشركات بسبب فوائدها المحتملة العديدة. يمكن أن تُحدث هذه الممارسة التسويقية كفاءات إعلانية من خلال تقليل تكاليف إدارة العلامات التجارية. تقلل هذه الاستراتيجية من تكاليف التسويق للشركة بسبب ارتباط المستهلك بالعلامة التجارية، حيث يتعرف المستهلكون بالفعل على علامات تجارية معينة، مما يجعل المنتجات الجديدة أكثر قابلية للتعرف عليها. وبالتالي، فإن دخول السوق للمنتجات ذات العلامة التجارية الشاملة يكون غير مكلف نسبيًا حيث يمكن للعلامات التجارية ذات السمعة الطيبة الاستفادة من الجهود التسويقية السابقة. علاوة على ذلك، تستفيد الشركة من الكفاءات الإعلانية حيث تركز العلامة التجارية الشاملة على الترويج لعلامة تجارية واحدة بدلاً من علامات متعددة. على سبيل المثال، تضيف شركة أبل منتجات جديدة (مثل ماك بوك برو، ساعة أبل) إلى خط منتجاتها وتستفيد من التسويق السابق حيث يستخدم المستهلكون المعلومات السابقة لاستنتاج معلومات عن منتج يحمل نفس اسم العلامة التجارية، مما يسمح لـ أبل بالتركيز على الترويج للعلامة التجارية المؤسسية بدلاً من علامات فردية متعددة. بالإضافة إلى ذلك، لا يمنع استخدام العلامة التجارية الشاملة الشركات من تنفيذ طرق أخرى لامتداد العلامة التجارية، مما يمكنها من البقاء مرنة في استراتيجياتها التسويقية. أخيرًا، يمكن أن ينتقل نجاح منتج واحد يحمل العلامة التجارية الشاملة إلى منتجات أخرى تحت المظلة المؤسسية نفسها بسبب قيمة العلامة التجارية الإيجابية.

## المخاطر
أحد المخاطر الرئيسية لاستخدام العلامة التجارية الشاملة هو أنها قد تفشل في الترويج للمنتجات الجديدة إذا لم تكن الشركة تمتلك قيمة علامة تجارية قوية. ثانيًا، يمكن أن تؤثر تجربة المستهلك مع منتج واحد يحمل العلامة التجارية الشاملة على تصوره للمنتجات والخدمات الأخرى التي تقع تحت المظلة المؤسسية نفسها وكذلك على العلامة التجارية نفسها. وبالتالي، إذا لم يلبِ منتج واحد يحمل العلامة التجارية الشاملة توقعات المستهلك، فمن المحتمل أن تعاني المنتجات الأخرى التي تباع تحت نفس العلامة التجارية. وبالتالي، قد تؤدي الشركة إلى قيمة علامة تجارية سلبية (تُعرف أيضًا باسم تخفيف قيمة العلامة التجارية). ثالثًا، تكون العلامة التجارية الشاملة مفيدة فقط عند الترويج لمنتجات مرتبطة يمكن للمستهلكين من خلالها التعرف على العلامة التجارية. على سبيل المثال، ترتبط علامة ستاربكس التجارية بمنتجات متعلقة بالقهوة، وبالتالي سيتعرف المستهلكون بشكل رئيسي على العلامة التجارية في المنتجات المتعلقة بهذا السوق المحدد. أخيرًا، قد يحدث استحواذ ذاتي (انخفاض في حجم المبيعات بسبب إطلاق منتج جديد من نفس الشركة) عندما يتم إطلاق منتجات مرتبطة تحت نفس العلامة التجارية المؤسسية، حيث يؤدي التنافس الداخلي بين المنتجات إلى اختيار المستهلكين بين منتجات من نفس العلامة التجارية، مما يعيق الاستثمار المستقبلي في إنشاء منتجات جديدة ضمن نفس خط المنتجات تحت المظلة المؤسسية.

## الاستخدام العام
شركة ستاربكس، مجموعة فيرجن، بروكتر وغامبل، يونيليفر، أبل وشركة كوكا كولا هي أمثلة على الشركات متعددة الجنسيات التي تستخدم العلامة التجارية الشاملة في بعض خطوط منتجاتها.

### شركة ستاربكس
شركة ستاربكس (تعمل باسم قهوة ستاربكس) هي شركة قهوة أمريكية متعددة الجنسيات، والتي تسوق جميع منتجاتها تحت اسم علامتها التجارية المؤسسية. بعض المنتجات التي تنتجها ستاربكس تشمل:
- قهوة ستاربكس – أنواع مختلفة من القهوة.[18]
- شاي ستاربكس – أنواع مختلفة من الشاي.[19]
- أدوات الشرب من ستاربكس – أنواع مختلفة من أدوات الشرب مثل الأكواب والأواني.[20]
- معدات ستاربكس – أنواع مختلفة من المعدات مثل آلات القهوة.
- شراب ستاربكس والإضافات – أنواع مختلفة من الشراب والإضافات.

### مجموعة فيرجن

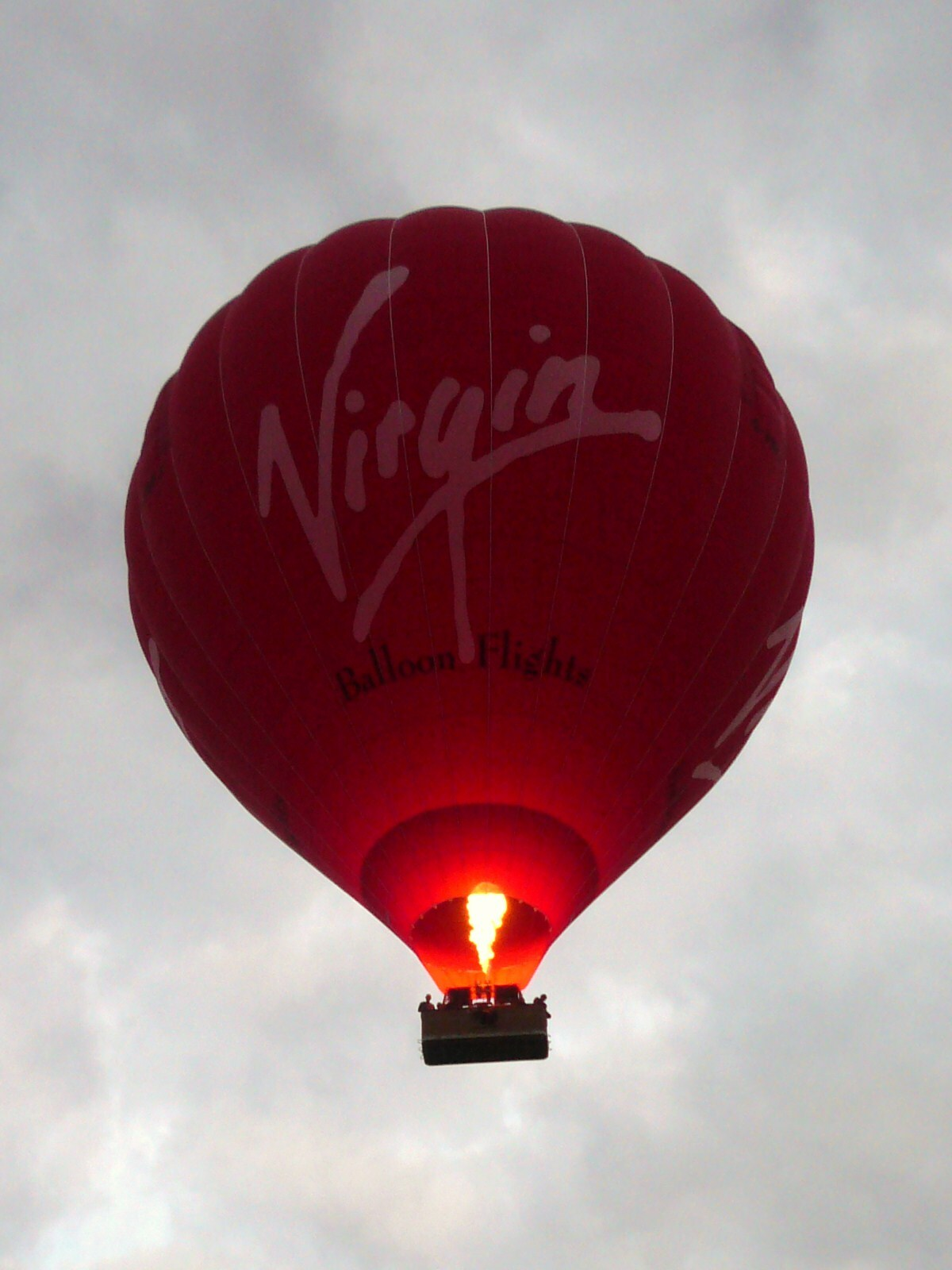
شعار العلامة التجارية لمجموعة فيرجن المحدودة

مجموعة فيرجن المحدودة هي شركة استثمار بريطانية متعددة الجنسيات. فيرجن هي واحدة من العلامات التجارية الأكثر شهرة في العالم، والتي استخدمت أنواعًا مختلفة من الامتدادات التجارية، بما في ذلك العلامة التجارية الشاملة. تمتلك فيرجن 33 فرعًا تعمل تحت اسم فيرجن؛ ومع ذلك، يتم ملاحظة ممارسة العلامة التجارية الشاملة في علاماتها التجارية الخاصة بالصناعة (مثل فيرجن درينكس، والتي كانت فرعًا من مجموعة فيرجن التي تسوق فيرجن كولا وفيرجن فودكا) بما في ذلك:
- صندوق فيرجن الأخضر
- فيرجن أتلانتيك
- فيرجن بوكس
- فيرجن إنتراكتف
- فيرجن فاكيشنز
- فيرجن سبا
- فيرجن لايف كير
- فيرجن إيرث
- فيرجن موني
- فيرجن ميديا ليمتد
- فيرجن موبايل

### بروكتر وغامبل

شعار شركة بروكتر وغامبل.

بروكتر وغامبل (المعروفة أيضًا باسم P&G) هي شركة أمريكية متعددة الجنسيات، تقدم مجموعة من المنتجات الاستهلاكية. على الرغم من أن P&G تخلق علامات تجارية فردية للمنتجات (مثل بامبرز أو بانتين)، يتم تطبيق العلامة التجارية الشاملة داخل العلامات الفردية. بعض العلامات التجارية الفردية التي تمتلكها P&G تشمل:
- بانتين – علامة تجارية لمنتجات العناية بالشعر، بما في ذلك الشامبو، الشامبو الجاف، البلسم، المرطبات، منتجات تصفيف الشعر وغيرها.[25]
- أورال-بي – علامة تجارية لمنتجات نظافة الفم مثل فرش الأسنان، معاجين الأسنان، خيط الأسنان وغسول الفم.[26]
- جيليت – علامة تجارية لشفرات الحلاقة الآمنة للرجال ومنتجات العناية الشخصية الأخرى مثل جل الحلاقة، الرغوة، العناية بالبشرة، مزيلات العرق وجل الاستحمام.[27]
- فيكس – علامة تجارية للأدوية التي تصرف بدون وصفة طبية بما في ذلك أدوية البرد والإنفلونزا، تخفيف السعال، تخفيف التهاب الجيوب الأنفية والأرق العرضي.[28]

تقوم P&G بإنشاء علامات تجارية فردية لخطوط منتجات مختلفة ثم تطبق العلامة التجارية الشاملة داخل تلك العلامات من أجل السيطرة على الأقسام المربحة في السوق. تسمح هذه الإستراتيجية لـ P&G بالامتناع عن مخاطر إلحاق الضرر بصورة العلامة التجارية المؤسسية من إطلاق منتج غير ناجح، حيث أن العلامات التجارية غير مترابطة.

### يونيليفر

شعار يونيليفر النصي

يونيليفر هي شركة بريطانية هولندية متعددة الجنسيات تقدم مجموعة متنوعة من السلع الاستهلاكية. على غرار بروكتر وغامبل، تطبق يونيليفر العلامة التجارية الشاملة داخل العلامات الفردية التي تنشئها، بما في ذلك:
- أكس/لينكس – علامة تجارية لمنتجات العناية بالرجال مثل: مزيلات العرق، جل الاستحمام، غسول الجسم، الشامبو، البلسم ومنتجات تصفيف الشعر.[30]
- دوف – علامة تجارية لمنتجات العناية الشخصية للرجال والنساء مثل: مزيلات العرق/مضادات التعرق، غسول الجسم، المرطبات، ومنتجات العناية بالبشرة والشعر.[31]
- لوكس – علامة تجارية تصنع مجموعة من منتجات النظافة الشخصية بما في ذلك: جل الاستحمام، الشامبو، البلسم، صابون التجميل، العطور وإضافات الاستحمام.[32]
- بن أند جيري – شركة/علامة تجارية تصنع الآيس كريم، الزبادي المجمد والسوربيه.[33]

### أبل

شعار العلامة التجارية لأبل.

أبل هي شركة تقنية أمريكية متعددة الجنسيات تقوم بتطوير وبيع مجموعة من السلع والخدمات الإلكترونية الاستهلاكية. تسوق أبل جميع منتجاتها تحت اسم علامتها التجارية المؤسسية بما في ذلك:
- ماكنتوش – خط أجهزة الكمبيوتر الشخصية التي طورتها أبل.[35]
- آيفون – خط الهواتف الذكية التي طورتها أبل.[36]
- آيباد – خط أجهزة الكمبيوتر اللوحية التي طورتها أبل.[37]
- آيبود – خط مشغلات الوسائط المحمولة التي طورتها أبل.[38]
- ساعة أبل – الساعة الذكية التي طورتها أبل.[39]

### كوكا كولا
شركة كوكا كولا هي شركة متعددة الجنسيات تصنع مجموعة متنوعة من المشروبات. تطبق الشركة أيضًا العلامة التجارية الشاملة داخل العلامات الفردية لمختلف المشروبات ذات النكهات، بما في ذلك:

شعار العلامة التجارية لشركة كوكا كولا.

- كوكا كولا – علامة تجارية للمشروبات الغازية التي يتم تصنيعها بأنواع مختلفة مثل: كوكا كولا، دايت كوكا، تشيري كوكا، فانيلا كوكا، كوكا كولا زيرو وكوكا كولا لايف.[40]
- فانتا – علامة تجارية للمشروبات الغازية ذات النكهات الفواكه التي يتم تصنيعها بأنواع مختلفة، مع أكثر النكهات شيوعًا مثل: فانتا أورانج، فانتا أورانج زيرو، فانتا ليمون، فانتا ليمون زيرو وفانتا فروت تويست (عرض القائمة الكاملة هنا).[41]
- مينت ميد – علامة تجارية لمختلف المشروبات الفواكه، بما في ذلك 100 نوع من عصائر الفواكه.[42]

تشمل الشركات الأخرى التي طبقت العلامة التجارية الشاملة في إستراتيجيتها التسويقية: نيفيا (علامة العناية الشخصية الألمانية)، ماريوت الدولية (شركة الضيافة) وفيديكس (شركة التوصيل العالمية).